# Po Swetu
Po swetu („По свету“, dt. „Durch die Welt“) ist ein vierteljährlich erscheinendes, deutsch-russisches Sprachmagazin.

## Ziele
Das Sprachmagazin wird in erster Linie für Russischlernende herausgegeben. Es soll das Interesse der Lernenden an der russischen Sprache unterstützen und den Russischunterricht gestalten helfen. Das lehrwerksunabhängige Sprachmagazin kann von Lehrern im Unterricht eingesetzt werden.

## Inhalt
„Po swetu“ beinhaltet Beiträge zu jugendorientierten Themen, Nachrichten und Landeskunde, Bildgeschichten, Rätsel und Spiele, Reise- und Lesetipps. Zielgruppe sind Schüler, Lehrer, Studierende und Sprachinteressierte. Das Sprachmagazin beinhaltet Texte- und Sprachübungen in vier Schwierigkeitsstufen.

## Geschichte
„Po swetu“ wurde im März 1948 in Ost-Berlin gegründet. Anfangs hieß die Schülerzeitschrift "По свету" [Ежемесячная газета для немецких школьников], ab Nummer 7–8/1949 wurde sie in "По свету" (Zeitung für den russischen Sprachunterricht). umbenannt. Seit Januar 1975 trug sie den Namen "По свету" (Zeitschrift für den Fremdsprachenunterricht). 1978 wurde der Schülerredaktionsbeirat bei der Hauptredaktion gebildet; die 12 besten deutschen Schüler des Schülerbeirats kamen aus Ortschaften der DDR. Mehr als 160 Jugendliche haben bisher teilgenommen.
Anfangs war es eine 4-seitige schwarz-weiße Zeitung im Zeitungsformat 30 × 45 cm. Ab Oktober 1962 enthielt jede Ausgabe drei Sprachteile: "Po swetu" in russischer Sprache, "Around the world" in englischer Sprache und "Á travers le monde" in französischer Sprache. 1965 änderte sich das Layout und es wurde auf das Format A5 umgestiegen. Die Seitenzahl vergrößerte sich auf 12, von denen seit 1963 4 Seiten für den Englisch- und Französischunterricht bestimmt waren. Ab 1975 wurde das Format auf 20 × 28 cm verkleinert, die Seitenzahl erhöhte sich auf 16, von denen sechs für Englisch und Französisch reserviert waren. Ab 1991 erscheint das Magazin in Farbe. Englisch und Französisch wurden eingestellt, dafür aber erschienen bis zum Jahr 2000 Texte in polnischer und tschechischer Sprache. „Po Swetu“ wird per Abo vertrieben.

## Chefredakteure
- 1948–1956: Helger Vogt
- 1960–1977: Larissa Robiné
- 1978–2010: Jelena König
- 2011–2021: Jelena Gurskaja
- seit 2021: Jelena Jawetskaja[7]

## Beilage „Mosty“ („МостТы“) (1999–2016)
Jede Ausgabe von „Po swetu“ enthielt als kostenlose Beilage das deutsch-russische Jugendmagazin „Mosty“ („МостТы“, dt. „Brücken“ oder „Most ty“ – „Du bist die Brücke“). Das Magazin erschien seit 1999 und wurde mit der Ausgabe 2/2016 eingestellt. Es war vorwiegend russischsprachig und Ergebnis einer Projektarbeit von in Deutschland lebenden Jugendlichen, die aus den Staaten der ehemaligen Sowjetunion stammten. Die Zielgruppe waren in erster Linie die russischsprachigen Jugendlichen. Die Themen gingen von russischer Popmusik und Jugendkultur über Politik zu Geschichte und dem Alltag russischer Emigranten in Deutschland. Das Magazin wollte es Jugendlichen ermöglichen, über ihr Leben in Deutschland zu berichten, und förderte den Brückenbau zwischen Aussiedlern und Einheimischen, der alten und der neuen Heimat, zwischen Generationen und zwischen den Jugendlichen selbst. Seit 2011 wurde mit kurzen Zusammenfassungen auf Deutsch das Textverständnis für Nicht-Muttersprachler erleichtert.

## Herausgeber
- 1948–1991: Verlag Volk und Wissen
- 1991–2004: Pädagogischer Zeitschriftenverlag GmbH & Co.
- 2005–2006: Cornelsen Verlag / Oldenbourg Verlag
- Seit 2007: Wostok Verlag

## Bekannte Mitarbeiter
- 1973–1991: Manfred Stock (Entertainer)
- 1976–1978: Eva Brück (Journalistin)

## Auszeichnungen
- Johann-Gottfried-Herder-Medaille in Gold (1967)[9]
- Ehrennadel der Gesellschaft für Deutsch-Sowjetische Freundschaft in Gold

## Kooperationspartner
- Bundesverband Deutscher West-Ost-Gesellschaften e.V. (BDWO)
- Berliner Freunde der Völker Russlands e.V.
- RussoMobil
- Kulturportal Russland
- Verband der Russischlehrerinnen und Russischlehrer Österreichs
- Lew-Tolstoi Schule / Staatliche Europa Schule (Berlin)
- Sportgymnasium Chemnitz
- Landesschule Pforta
- Carl-von-Ossietzky-Schule (Wiesbaden)
- Magnus-Gottfried-Lichtwer-Gymnasium (Wurzen)
- Johann-Gottfried-Herder-Gymnasium (Berlin)
- Primo-Levi-Gymnasium (Berlin)
- Karl-Friedrich-Schinkel-Gymnasium (Neuruppin)
- Städtisches Ganztagsgymnasium Nepomucenum (Coesfeld)